# Pseudominurus vadoni
Pseudominurus vadoni is een keversoort uit de familie Rhynchitidae. De wetenschappelijke naam van de soort is voor het eerst geldig gepubliceerd in 1955 door Hustache.